# Euphorbia riebeckii
Euphorbia riebeckii är en törelväxtart som beskrevs av Ferdinand Albin Pax. Euphorbia riebeckii ingår i släktet törlar, och familjen törelväxter. Inga underarter finns listade i Catalogue of Life.